# 福島県道154号常葉野川線

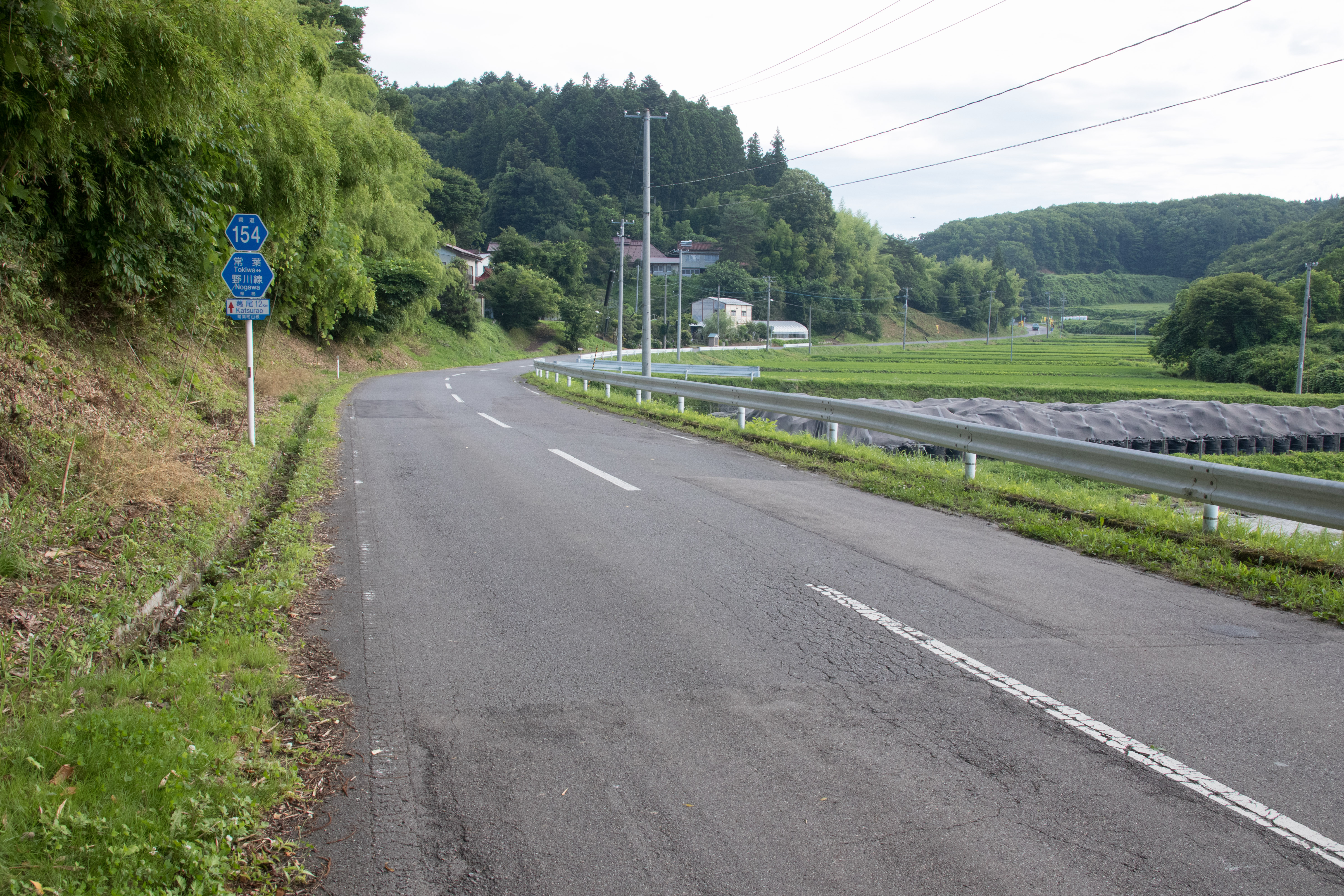
福島県田村市常葉町山根

福島県道154号常葉野川線（ふくしまけんどう154ごう ときわのがわせん）は、福島県田村市から双葉郡葛尾村に至る一般県道である。

## 概要
- 起点：田村市常葉町常葉字上町
- 終点：双葉郡葛尾村野川字湯殿
- 総延長：12.308 km[1]
  - 実延長：総延長に同じ
- 路線認定年月日：1959年8月31日[2]

### 道路施設
蔵久橋
- 全長：23.0 m
- 幅員：6.0（10.0） m
- 形式：単純PCプレテン中空床版橋
- 竣工：1997年度

葛尾村野川にて二級水系請戸川水系葛尾川支流の野川川を渡る。

## 地理

### 通過する自治体
- 田村市 - 双葉郡葛尾村

### 交差・接続する路線
- 田村市内
  - 国道288号（常葉町常葉字上町 起点）
- 葛尾村内
  - 福島県道50号浪江三春線（野川字湯殿 終点）

### 沿線
- 常葉郵便局
- 天日鷲神社